# Figura di stile
Nella retorica classica, le figure di stile sono una classe di figure retoriche che utilizzano particolari sequenze sintattiche per ottenere specifici effetti stilistici. Le principali figure di stile sono:
- anacoluto
- endiadi
- ellissi
- asindeto
- polisindeto
- parallelismo
- chiasmo
- iperbato
- zeugma
- climax
- domanda retorica